# Oetmannshausen
Oetmannshausen is een deel van de Duitse gemeente Wehretal. Oetmannshausen telt 380 inwoners (2007). De plaats behoort tot Wehretal sinds 1974.
Hoheneiche · Langenhain · Oetmannshausen · Reichensachsen · Vierbach